# Listenverkaufspreis
Der Listenverkaufspreis  ist der gewöhnliche Endpreis für den Endverbraucher. In der Regel muss noch die jeweils gültige Umsatzsteuer berücksichtigt werden, die noch draufgeschlagen wird. 
Der Listenverkaufspreis ist im Großhandel der in der Postenübersicht ausgewiesene Preis. Erst an der Kasse wird die jeweils gültige Umsatzsteuer errechnet und draufgeschlagen. Dies entfällt dann, wenn der Endverbraucher als Kleinunternehmer eine entsprechende Befreiungsbescheinigung gemäß § 19 (3) UStG rechtzeitig vor Erstellung der Abrechnung vorweisen kann.
Er errechnet sich aus Zielverkaufspreis zuzüglich eines möglichen Kundenrabatts, wodurch der Listenverkaufspreis dann höher als der Zielverkaufspreis sein kann.

## Beispiel
Der Zielverkaufspreis gilt nur für regelmäßige Stammkunden, die das Zahlungsziel ausnutzen dürfen. Der Listenverkaufspreis steht in der Preisliste und gilt für diejenigen Kunden, die nicht zum normalen Kundenkreis des Großhändlers zählen und nur in geringen Mengen kaufen. Im Folgenden wird ein Beispiel für eine Ware gegeben, welche einen Barverkaufswert von € 3.300,00 besitzt.
| Das Kalkulationsschema aus der Sicht des Großhändlers:      |                         |                                 |
| Barverkaufspreis + Skonto (2 % vom Zielverkaufspreis)       | 3 300,00 € .....67,35 € | ..98 %..... ....2 %......       |
|                                                             |                         |                                 |
| Zielverkaufspreis + Rabatt (25 % vom Listen- verkaufspreis) | 3 367,35 € 1 122,45 €   | 100 %...75 % ..............25 % |
|                                                             |                         |                                 |
| Listenverkaufspreis                                         | 4 489,80 €              | ............100 %               |
|                                                             |                         |                                 |

Rabatt und Skonto wird sich der Kunde entsprechend der Bezugskalkulation abziehen. Daher muss die Verkaufskalkulation die kundenseitigen Abzüge im Vorfeld des Verkaufs einpreisen.
Der Zielverkaufspreis ist dabei der Grundwert und der bereits bekannte Barverkaufspreis der um den Skontoabzug verminderte Grundwert. Errechnet wird der Zielverkaufspreis in einer „in Hundert“ Rechnung.
Errechnung des Zielverkaufspreises {\displaystyle ZVP} in der i. H.-Rechnung:
{\displaystyle ZVP={\frac {3300\mathrm {\euro} \times 100}{(100-2)}}={\frac {3300\mathrm {\euro} \times 100}{98}}=3367,35\mathrm {\euro} }
Der Listenverkaufspreis errechnet sich entsprechend. Der bereits errechnete Zielverkaufspreis entspricht dem um den Rabatt-Satz verminderten Grundwert.
Errechnung des Listenverkaufspreises {\displaystyle LVP} in der i. H.-Rechnung:
{\displaystyle LVP={\frac {3367,35\mathrm {\euro} \times 100}{(100-25)}}={\frac {3367,35\mathrm {\euro} \times 100}{75}}=4489,80\mathrm {\euro} }